# Wilhelmina Gips
Johanna Wilhelmina Gips, född 1843, död 1895, var en nederländsk sångare. 
Hon var en under sin samtid internationellt berömd opera- och konsertvokalist, som turnerade genom Tyskland, Schweiz och England innan hon och bosatte sig som sångpedagog i Dordrecht.